# Todos sus grandes éxitos en español
Todos sus grandes éxitos en español è un album del cantante Al Bano pubblicato in Spagna nel 2008. Contiene un CD con tutti i suoi grandi successi cantati in spagnolo e un DVD con canzoni in italiano.

## Tracce CD
CD
1. Felicidad (Cristiano Minellono, Dario Farina, Gino De Stefani, adattamento spagnolo Luis Gómez Escolar, Romina Power)
2. Siempre siempre (Claude Lemesly, Michel Carrè, Michel Gouty, Vito Pallavicini)
3. Sharazan (Al Bano, Ciro Dammicco, Romina Power, Stefano Dammicco)
4. Arena blanca mar azul (Al Bano, Romina Power)
5. La mañana (Ruggero Leoncavallo, Vito Pallavicini)
6. En el sol (Al Bano, Pino Massara, Vito Pallavicini)
7. Nuestra primera noche (Al Bano, Romina Power)
8. Pasarà (Cristiano Minellono, Dario Farina)
9. Su cara su sonrisa (Fryderyk Chopin, Vito Pallavicini, riel. Detto Mariano, Al Bano)
10. Tu para siempre (Fabrizio Berlincioni, Al Bano, Alterisio Paoletti)
11. Amor de medianoche (Al Bano, Vito Pallavicini)
12. Vivirlo otra vez (Al Bano, Romina Power)
13. Volare (Domenico Modugno, Franco Migliacci)
14. Viejo Sam (Al Bano, Vito Pallavicini)
15. Granada dream (Agustín Lara, Victor Bach)
16. Negra sombra (Juan Montes, Rosalía de Castro, Al Bano, Alterisio Paoletti)

## Tracce DVD
DVD
1. È la mia vita (Maurizio Fabrizio, Pino Marino)
2. Notte a Cerano (Al Bano)
3. La zappa picca pane pappa (Al Bano, Romina Power)
4. We'll Live It All Again (Al Bano, Romina Power)
5. Le radici del cielo (Al Bano, Pino Aprile)
6. Ave Maria (Johann Sebastian Bach, Charles Gounod)
7. Volare (Domenico Modugno, Franco Migliacci)
8. Nessun dorma (Giacomo Puccini, Giuseppe Adami, Renato Simoni - dall'opera Turandot)
9. Felicità (Cristiano Minellono, Dario Farina, Gino De Stefani)
10. E lucevan le stelle (Giacomo Puccini, Luigi Illica, Giuseppe Giacosa - dall'opera Tosca)
11. 13, storia d'oggi (Al Bano, Vito Pallavicini)
12. The house of the rising sun (Tradizionale, Al Bano, Al Camarro, Carrera, Mogol, Vito Pallavicini)
13. La siepe (Vito Pallavicini, Pino Massara)
14. Io di notte (Alessandro Colombini, Al Bano)
15. Devo dirti di no (Curtis Mayfield, Vito Pallavicini)